# Delphinium sheilae
Delphinium sheilae är en ranunkelväxtart som beskrevs av Kit Tan. Delphinium sheilae ingår i släktet storriddarsporrar, och familjen ranunkelväxter. Inga underarter finns listade i Catalogue of Life.